# Nowojaworiwsk
Nowojaworiwsk (ukrainisch Новояворівськ; russisch Новояворовск Nowojaworowsk) ist eine ukrainische Stadt mit etwas mehr als 31.000 Einwohnern. Sie liegt im Rajon Jaworiw der Oblast Lwiw und befindet sich westlich der Bezirkshauptstadt Lwiw.

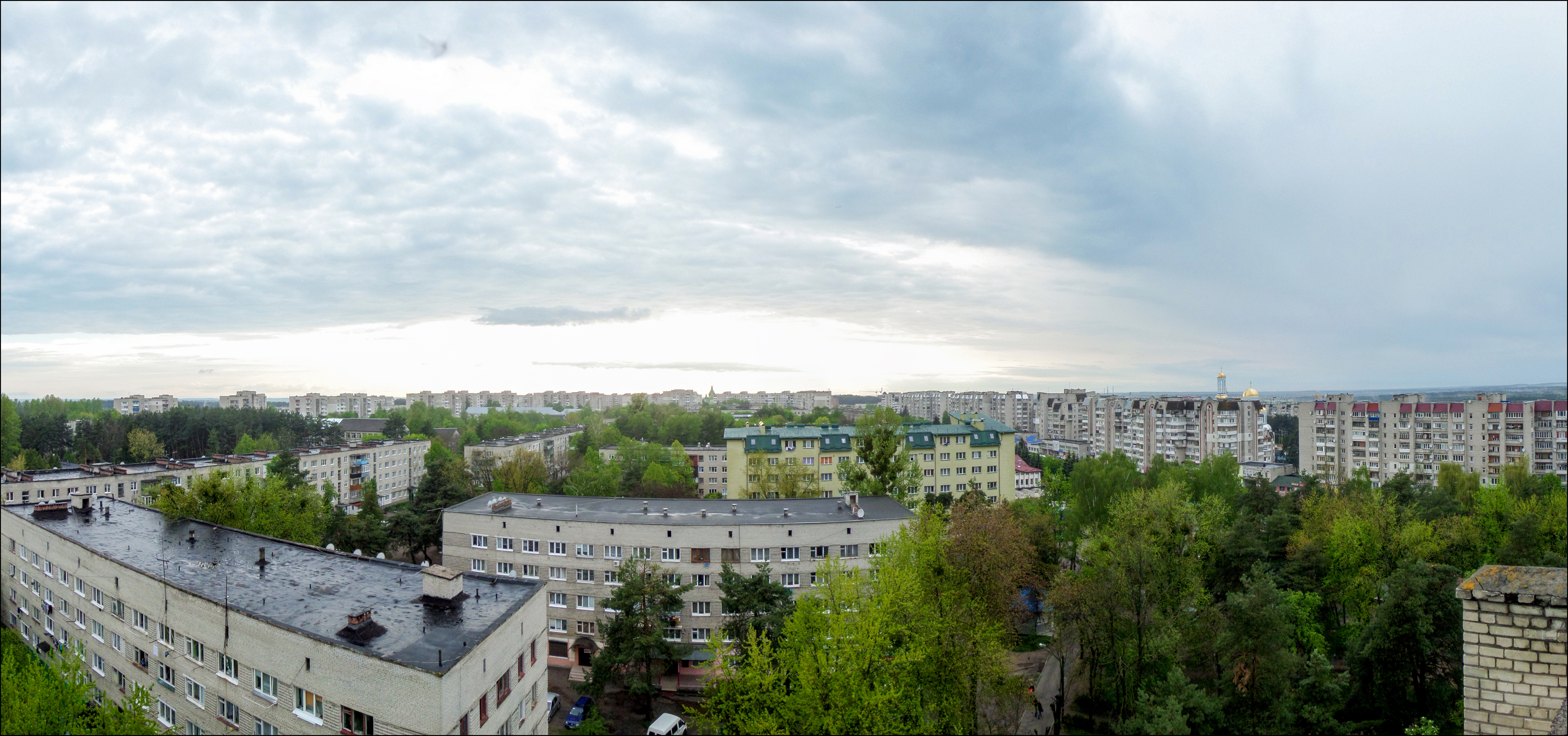
Blick auf den Ort

Am 12. Juni 2020 wurde die Stadt zum Zentrum der neu gegründeten Stadtgemeinde Nowojaworiwsk (Новояворівська міська громада/Nowojaworiwska miska hromada). Zu dieser zählen auch die Siedlung städtischen Typs Schklo sowie die 20 in der untenstehenden Tabelle aufgelistetenen Dörfer; bis dahin bildete sie zusammen mit den Dörfern Kohuty und Steni die Stadtratsgemeinde Nowojaworiwsk (Новояворівська міська рада/Nowojaworiwska miska rada).
Folgende Orte sind neben dem Hauptort Nowojaworiwsk Teil der Gemeinde:
| Name                     | Name               | Name                                      | Name              |
| ukrainisch transkribiert | ukrainisch         | russisch                                  | polnisch          |
| ------------------------ | ------------------ | ----------------------------------------- | ----------------- |
| Berdychiw                | Бердихів           | Бердыхов (Berdychow)                      | Berdychów         |
| Dobrostany               | Добростани         | Добростаны                                | Dobrostany        |
| Kamjanobrid              | Кам'янобрід        | Каменноброд (Kamennobrod)                 | Kamienobród       |
| Katschmari               | Качмарі            | Качмари                                   | Kaczmary          |
| Kertyniw                 | Кертинів           | Кертынов (Kertynow)                       | Kertyna           |
| Kohuty                   | Когути             | Когуты (Koguty)                           | Koguty            |
| Lis                      | Ліс                | Лес (Les)                                 | Lisy              |
| Moloschkowytschi         | Молошковичі        | Молошковичи (Moloschkowitschi)            | Mołoszkowice      |
| Muschylowytschi          | Мужиловичі         | Мужиловичи (Muschilowitschi)              | Mużyłowice        |
| Pidluby                  | Підлуби            | Подлубы (Podluby)                         | Podłuby Wielkie   |
| Prylbytschi              | Прилбичі           | Прилбичи (Prilbitschi)                    | Przyłbice         |
| Rulewo                   | Рулево             | Рулевое (Rulewoje)                        | Rułów             |
| Schklo                   | Шкло               | Шкло                                      | Szkło             |
| Solyhy                   | Солиги             | Солыги (Solygi)                           | Sołyhy            |
| Stadnyky                 | Стадники           | Стадники (Stadniki)                       | Stadniki          |
| Starytschi               | Старичі            | Старичи (Staritschi)                      | Starzyska         |
| Steni                    | Стені              | Стени                                     | Stenie            |
| Ternowyzja               | Терновиця          | Терновица (Ternowiza)                     | Bruchnal          |
| Tscholhyni               | Чолгині            | Чолгини (Tscholgini)                      | Czołhynie         |
| Wolja-Dobrostanska       | Воля-Добростанська | Воля-Добростанская (Wolja-Dobrostanskaja) | Wola Dobrostańska |
| Wolja-Staryzka           | Воля-Старицька     | Воля-Старицкая (Wolja-Starizkaja)         | Wola Starzyska    |

Die Ortschaft wurde 1965 wegen des Schwefelabbaus in der Gegend als Jantarne (Янтарне = „Bernstein“) gegründet. 1969 bekam sie den Status einer Siedlung städtischen Typs und wurde in Nowojaworiwske (Новояворівське), abgeleitet von der in der Nähe liegenden Stadt Jaworiw, umbenannt. Seit dem 20. Januar 1986 hat sie den Status einer Stadt unter Rajonsverwaltung innerhalb des Rajons Jaworiw.
Am 3. Juni 2008 wurde der Name der Stadt in Nowojaworiwsk geändert.

## Söhne und Töchter der Stadt
- Olena Olefirenko (* 1978), Ruderin
- Nasarij Russyn (* 1998), Fußballspieler